# 홍성무 (축구 선수)
홍성무(한국 한자: 洪誠茂, 2003년 5월 22일 ~ )는 대한민국의 축구 선수로, 포지션은 중앙 미드필더이다. 현재 K리그1 강원 FC 소속이다.